# 卵叶耳草
卵叶耳草（学名：Hedyotis ovata）为茜草科耳草属下的一个种。

## 扩展阅读
- 維基物種上的相關：卵叶耳草